# Niederzeihen
Niederzeihen (toponimo tedesco) è una frazione del comune svizzero di Zeihen, nel Canton Argovia (distretto di Laufenburg).

## Storia
Già comune autonomo, nel 1852 è stato accorpato alla località di Oberzeihen, fino ad allora frazione del comune di Herznach, per formare il nuovo comune di Zeihen.

## Monumenti e luoghi d'interesse

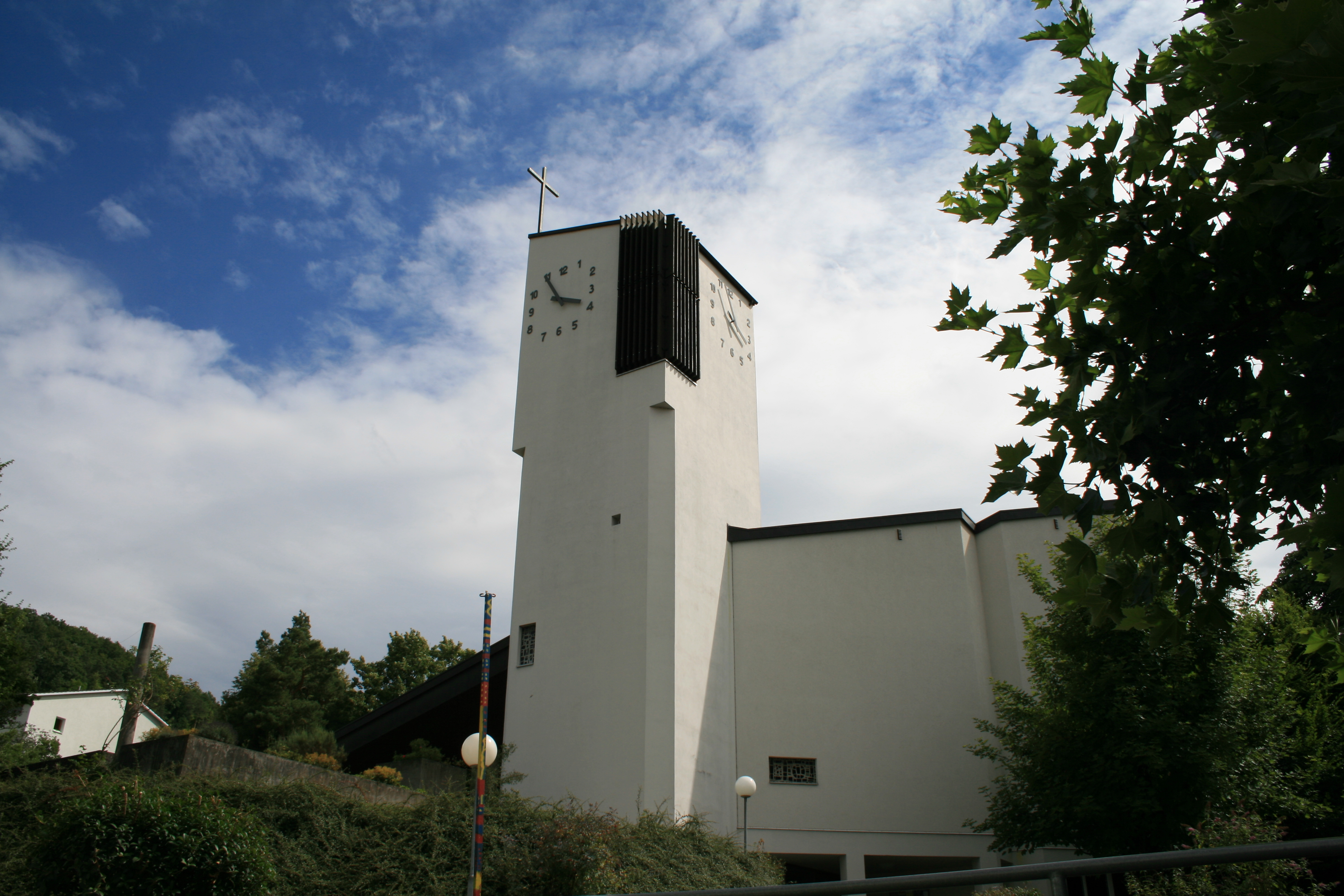
La chiesa cattolica di San Carlo Borromeo

- Chiesa cattolica di San Carlo Borromeo, eretta nel 1821-1828 e ricostruita nel 1966[1].

## Società

### Evoluzione demografica
L'evoluzione demografica è riportata nella seguente tabella:
Abitanti censiti

## Amministrazione
Ogni famiglia originaria del luogo fa parte del cosiddetto comune patriziale e ha la responsabilità della manutenzione di ogni bene ricadente all'interno dei confini del comune.